# 旷敏本
旷敏本（1700年—1784年)，字鲁之，号岣嵝，清朝翰林、學者。湖南衡山人。

## 簡歷
雍正十年（1732年）举乡试第一，乾隆元年（1736年）丙辰科殿試二甲第15名，賜進士出身。选翰林院庶吉士，后称病告假，回乡赡养母亲，未再出仕，教书著述。乾隆年间历任岳麓书院、石鼓书院山长。工诗，有《岣嵝集》(gǒu-lǒu集)，还著有《周易启蒙》及《南岳志》等。
弟曠斅本。